# Млини (Підкарпатське воєводство)
Млини (пол. Młyny) — село на Закерзонні, у Польщі, у гміні Радимно, Ярославського повіту, Підкарпатського воєводства. Населення — 296 осіб (2011).

## Історія
Село виникло на згарищі містечка Дропати, знищеного 1672 р. татарами. З містечка вцілів присілок Гаки над річкою Шкло. Присілок почали називати Мельниками, згодом Млинами.
У 1772—1918 рр. село було у складі Австро-Угорської монархії, у провінції Королівство Галичини та Володимирії. У 1880 році село належало до Яворівського повіту, у селі нараховувалося 939 мешканців і 4 на землях фільварку, більшість — греко-католики (крім 44 римо-католиків).
У 1919—1939 рр. — у складі Польщі. Село належало до Яворівського повіту Львівського воєводства, у 1934—1939 рр. входило до складу ґміни Ґнойніце.
На 01.01.1939 в селі було 1280 жителів, з них 1265 українців-грекокатоликів, 10 українців-римокатоликів і 5 євреїв.
16 серпня 1945 року Москва підписала й опублікувала офіційно договір з Польщею про встановлення лінії Керзона українсько-польським кордоном. Українці не могли протистояти антиукраїнському терору після Другої світової війни. Частину добровільно-примусово виселили в СРСР (936 осіб — 240 родин). Решта українців попала в 1947 році під етнічну чистку під час проведення Операції «Вісла» і була депортована на понімецькі землі у західній та північній частині польської держави, що до 1945 належали Німеччині.
У 1945—1954 р. існувала ґміна Млини. У 1975–1998 роках село належало Перемишльському воєводстві, яке було ліквідоване в результаті адміністративної реформи у 1999 році.
У 1975—1998 роках село належало до Перемишльського воєводства.

## Демографія
Демографічна структура станом на 31 березня 2011 року:
|          | Загалом | Допрацездатний вік | Працездатний вік | Постпрацездатний вік |
| -------- | ------- | ------------------ | ---------------- | -------------------- |
| Чоловіки | 159     | 30                 | 109              | 20                   |
| Жінки    | 137     | 28                 | 79               | 30                   |
| Разом    | 296     | 58                 | 188              | 50                   |

## Церква
У селі збереглась церква Покрова Прсв. Богородиці (1733), парохом якої був до смерті Михайло Вербицький (1856—1870), автор гімну України «Ще не вмерла України …».